# عطيفة سويسرية
عطيفة سويسرية (الاسم العلمي: Campylobacter helveticus) هي نوع من البكتيريا تتبع جنس العطيفة من فصيلة العطيفات.